# Теорема про кутики

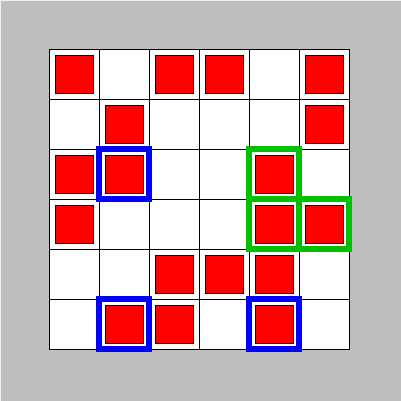
Підмножина квадрата щільності (рівно половина клітинок) із двома кутиками (виділено кольорами)

Теорема про кутики — доведений результат в галузі адитивної комбінаторики, що стверджує наявність якоїсь упорядкованої (в арифметичному сенсі) структури, яку називають кутиком, у досить великих двовимірних множинах будь-якої фіксованої щільності.
Для натуральних чисел фактично йдеться про належність досить щільній множині клітин на двовимірній ґратці двох кінців і точки зламу прямого кута зі сторонами однакової довжини, паралельними осям координат.

## Формулювання
Теорема стосується двовимірної ґратки і розглядає множину пар чисел (координат у двовимірному просторі). Для натуральних чисел {\displaystyle x,y,d\ (d\not =0)} назвемо трійку координат {\displaystyle \{{(x,y),(x+d,y),(x,y+d)}\}} кутиком. Будемо говорити, що множина містить деякий кутик, якщо вона містить у собі всі три точки цього кутика.

Для підмножини двовимірної ґратки {\displaystyle A\subset \{{1,\dots ,N}\}^{2}} визначимо її щільність як {\displaystyle {\rho _{N}}(A)={\frac {|A|}{N^{2}}}}, тобто як частку клітинок, що належать множині, від усієї ґратки.
| Теорема про кутики Для будь-якого {\displaystyle \delta } існує таке {\displaystyle N=N(\delta )}, що якщо множина {\displaystyle A\subset \{{1,\dots ,N}\}^{2}} має щільність {\displaystyle \rho _{N}(A)\geq \delta }, то вона містить кутик. |

## Історія покращення результатів
Теорема про кутики довели в 1974—1975 роках Миклош Айтаї та Ендре Семереді. 1981 року Гіллел Фюрстенберг передовів цей результат, скориставшись методами ергодичної теорії. Також існує доведення Йожефа Шоймоші (угор. Jozsef Solymosi), що спирається на лему про видалення трикутника з графа.
Окрім самого факту існування {\displaystyle N=N(\delta )}, достатнього для того, щоб будь-яка множина щільності {\displaystyle \delta } в квадраті {\displaystyle \{1,\dots ,N\}^{2}} містила кутик, доречно розглядати також порядок зростання функції {\displaystyle N(\delta )}, або навпаки, {\displaystyle \delta (N)} як найбільшої щільності {\displaystyle \delta } для даного {\displaystyle N}, за якої можлива підмножина без кутиків.
Якщо позначити як {\displaystyle L(N)} щільність найбільшої підмножини квадрата {\displaystyle \{1,\dots ,N\}^{2}}, що не містить кутиків, то основна теорема про кутики буде еквівалентна твердженню про те, що {\displaystyle L(N)=o(1)}, і доречно розглядати загальніше питання про покращення верхніх оцінок на {\displaystyle L(N)}. Це питання вперше поставив Вільям Тімоті Гауерс 2001 року.
2002 року Ван Ха Ву довів, що {\displaystyle L(N)\leq {\frac {100}{(\log _{*}(N))^{1/4}}}}, де {\displaystyle \log _{*}} — операція, обернена до тетрації за основою 2 в тому сенсі, в якому натуральний логарифм є оберненою операцією для експоненти.
У 2005—2006 роках Ілля Шкредов покращив цю оцінку спочатку до {\displaystyle L(N)=O\left({\frac {1}{(\log \log \log N)^{C_{1}}}}\right)}, а потім і до {\displaystyle L(N)=O\left({\frac {1}{(\log \log N)^{C_{2}}}}\right)}, де {\displaystyle C_{1}} і {\displaystyle C_{2}} — деякі абсолютні сталі.

## Зв'язок з теоремою Рота
Теорему про кутики можна вважати двовимірним аналогом теореми Рота (часткового випадку теореми Семереді для прогресій довжини {\displaystyle 3}), адже в постановці задачі важливим є саме рівність двох «сторін» прямокутного кутика, так само як у визначенні арифметичної прогресії важлива рівність двох різниць між сусідніми числами.
| Теорема Рота (1953) Для будь-якого {\displaystyle \delta } існує таке {\displaystyle N=N(\delta )}, що якщо множина {\displaystyle A\subset \{{1,\dots ,N}\}} має щільність {\displaystyle {\frac {\|A\|}{N}}>\delta }, то вона містить арифметичну прогресію, тобто трійку чисел {\displaystyle \{a-d,a,a+d\}} за деяких {\displaystyle a} і {\displaystyle d\not =0}. |

З теореми про кутики можна вивести теорему Рота як наслідок.

## Узагальнення для груп
Окрім візуально представлених кутиків на ґратці {\displaystyle \{1,\dots ,N\}^{2}} можна розглядати узагальнені «кутики» вигляду {\displaystyle \{(x,y),(x\circ d,y),(x,y\circ d)\}}, де {\displaystyle x,y,d\in G}, а {\displaystyle G} — деяка група з операцією {\displaystyle \circ }.

### Для просторуZ2n{\displaystyle {\mathbb {Z} }_{2}^{n}}
Бен Ґрін 2005 року розглянув питання про кутики в групі {\displaystyle {\mathbb {Z} }_{2}^{n}} тобто не для множини натуральних чисел, а для множини бітових (тобто, складених із нулів та одиниць) послідовностей довжини {\displaystyle n}, для яких замість додавання використовується побітове виключне або.
| Теорема (Ґрін, 2005) Для будь-якого {\displaystyle \delta } існує таке {\displaystyle n=n(\delta )}, що якщо множина {\displaystyle A\subset {\mathbb {Z} }_{2}^{n}\times {\mathbb {Z} }_{2}^{n}} має щільність {\displaystyle {\frac {\|A\|}{2^{2n}}}\geq \delta }, то вона містить кутик вигляду {\displaystyle \{(x,y),(x+d,y),(x,y+d)\}}, де {\displaystyle x,y,d\in {\mathbb {Z} }_{2}^{n}}, а додавання виконується за модулем 2. |

### Для довільних абелевих груп
Ілля Шкредов 2009 року довів узагальнення для груп.
| Теорема Існує абсолютна стала {\displaystyle c>0} така, що якщо {\displaystyle (G,\circ )} — абелева група, {\displaystyle A\subset G\times G}, то з {\displaystyle \|A\|\geq {\frac {\|G\|^{2}}{({\log \log {\|G\|}})^{c}}}} випливає наявність у {\displaystyle A} кутика {\displaystyle \{(x,y),(x\circ d,y),(x,y\circ d)\}} |